# Anh Thy
Anh Thy (sinh ngày 20 tháng 1 năm 1943 - mất ngày 21 tháng 4 năm 1973) là một nhạc sĩ chuyên viết về chủ đề Hải quân Việt Nam Cộng hòa. Hai bài hát phổ biến trước năm 1975 của anh là Hoa biển và Lính mà em.

## Cuộc đời
Anh Thy tên thật là Phạm Văn Khổn, sinh ngày 20 tháng 1 năm 1943 tại Thái Bình. Từ nhỏ, anh đã theo gia đình di cư vào Nam.
Khoảng cuối thập niên 1950 – đầu 1960, nhạc sĩ Y Vân cho Phạm Văn Khổn vào học lớp nhạc được mở dạy riêng anh em trong nhà, trong số đó gồm có Y Vũ và Nhật Ngân, Trần Thiện Thanh. Trần Thiện Thanh xem Phạm Văn Khổn như em nuôi và đã đặt cho anh bút danh Anh Thy, đọc lái từ Chữ "Y Thanh" (Y trong Y Vân, và Thanh trong Trần Thiện Thanh).
Năm 1964, Anh Thy nhập ngũ Quân lực Việt Nam Cộng hòa và theo học tại Trung tâm Huấn luyện Hải quân Nha Trang. Sau khi tốt nghiệp, anh được điều về Hải đoàn Xung Phong 32 một thời gian trước khi về công tác tại Phòng Tâm lý chiến trực thuộc Bộ tư lệnh Hải lực Việt Nam Cộng hòa cùng với một số nhạc sĩ khác như Mặc Thế Nhân, Nguyễn Vũ,... Từ đó, anh bắt đầu sáng tác nhiều bài hát về chủ đề Hải quân Việt Nam Cộng hòa như Biển tuyết, Hải đăng, Hải quân Việt Nam, Hoa biển, Lời nguyện cầu nửa đêm, Mắt buồn hải đảo, Một đêm hải hành, Tâm tình người lính thủy, Trùng dương vương mắt em... và được thăng đến hàm Trung sĩ.
Nhạc phẩm Hoa biển rất nhiều người nhầm lẫn là do nhạc sĩ Trần Thiện Thanh viết và ký bút danh Anh Thy. Thực tế đây là một bài nhạc chưa viết lời của Trần Thiện Thanh được Anh Thy viết lời dựa vào ý thơ của Vũ Thất và xuất bản lần đầu vào năm 1965.
Nhạc phẩm Lính mà em gốc là của nhạc sĩ Y Vân viết theo điệu slow rock, năm 1968 nhạc sĩ Anh Thy đặt lời khác theo điệu chachacha kích động cho binh chủng hải quân Việt Nam Cộng Hòa, và bài hát này do hợp "khẩu vị" nhạc trẻ của thập niên 1970 nên dần trở nên phổ biến.
Ngày 21 tháng 4 năm 1973, xe dodge chở phái đoàn dân sự từ Cam Ranh đi Quy Nhơn bị lật, Anh Thy là người duy nhất tử nạn trên chuyến xe đó. Bộ tư lệnh Hải quân Việt Nam Cộng hòa sau đó đã truy thăng anh từ cấp bậc Trung sĩ lên Thượng sĩ.
Anh Thy được an táng tại nghĩa trang Chí Hòa, sau này giải tỏa thì tro cốt cải táng tại Chùa Hoằng Pháp, Hóc Môn.
Năm 2017, bài hát Đừng gọi anh bằng chú của Anh Thy bị liệt kê trong danh sách 5 bài hát bị cấm lưu hành với tác giả nhầm lẫn là Diên An.

## Sáng tác

Biển Tuyết - một trong nhiều bài hát chủ đề Hải Quân của Anh Thy.

- Anh về một chiều mưa[3](1964)
- Bâng khuâng[4]
- Biển tuyết (1970)
- Biển đêm xuân
- Bốn màu áo[4]
- Buông xuôi
- Chuyện ngày đi học[4](1964)
- Cô bạn học (1971)
- Cho trọn niềm tin
- Đám cưới nghèo[5] (1971)
- Đêm mưa cuối mùa[6]
- Đừng gọi anh bằng chú[7](1967)
- Đừng khóc nghe em (1964)
- Em ghét lắm (Tiếng lòng em)
- Em về xứ lạ[4]
- Hải đăng[4]
- Hải quân Việt Nam
- Hải đoàn xung phong
- Hoa biển (1965)
- Hẹn em đêm nay (1969)
- Không có ngày Chủ Nhật (1970)
- Lính mà em (1968)
- Lời nguyện cầu nửa đêm (1966)
- Mắt buồn hải đảo[8]
- Mộng ước mai sau[9](1970)
- Một đêm hải hành[10](1966)
- Những đêm tàu đi[4]
- Nỗi lòng của chú
- Say sóng
- Tâm tình người lính thủy[4](1966)
- Thuyền hoa ngày cưới[11](1967)
- Trùng dương vương mắt em[12]
- Thế rồi một chiều mưa